# Cochleanthes trinitatis
Cochleanthes trinitatis är en orkidéart som först beskrevs av Oakes Ames, och fick sitt nu gällande namn av Richard Evans Schultes och Leslie Andrew Garay. Cochleanthes trinitatis ingår i släktet Cochleanthes, och familjen orkidéer. Inga underarter finns listade i Catalogue of Life.